# Talmud de Jerusalén
El Talmud de Jerusalén (en hebreo: תלמוד ירושלמי) (transliterado: Talmud Yerushalmi) es una compilación de los debates rabínicos sobre la elaboración de la Mishná en idioma arameo occidental, que se celebraron en la Tierra de Israel en el mismo periodo que el Talmud de Babilonia. Se considera más acertado denominar esta versión del Talmud con el nombre de Talmud de Palestina o Talmud de la Tierra de Israel, ya que el texto se originó principalmente en Galilea, en la Palaestina Secunda bizantina, y no en Jerusalén, donde no vivían judíos en aquella época.
El Talmud de Jerusalén es unos 200 años anterior a su contrapartida, el Talmud de Babilonia (conocido en hebreo como Talmud Bavli), y está escrito principalmente en arameo palestino judío. Ambas versiones del Talmud constan de dos partes: la Mishná (de la que existe sólo una versión), que fue finalizada por Yehudah Hanasí hacia el año 200 d. C., y la Guemará babilónica o bien la Guemará de Jerusalén. La Guemará es pues lo que diferencia al Talmud de Jerusalén de su contraparte babilónica. La Guemará de Jerusalén contiene las discusiones escritas de generaciones de rabinos de las academias talmúdicas de Siria Palestina, en Tiberíades y Cesarea, y fue recopilada en forma de libro en torno a los años 350-400 d. C.
Fue redactado deprisa, bajo la presión de las circunstancias históricas. Los tratados talmúdicos del orden de Nezikín muestran diferencias significativas en la forma y el estilo en comparación con los otros tratados, lo que sugiere que son el resultado de una composición más antigua (50 años antes de que el resto del Talmud).
Lo conciso del texto y su mal estado de conservación dificultaron su lectura y pronto empezó a ser ignorado. Asimismo, muchas de sus páginas se perdieron irremediablemente. Con todo, el Talmud de Jerusalén sigue siendo una fuente indispensable para comprender el desarrollo de la ley judía en la tierra de Israel. También se utilizó ampliamente para estudiar el Talmud de Babilonia en la academia rabínica de Cairuán liderada por Chananel ben Chushiel y Nissim Gaon, con el resultado de que las opiniones expresadas en él llegaron a encontrarse tanto en los comentarios de Rashi como en los de los tosafot, así como en el Mishneh Torah de Maimónides. También lo utilizan los talmudistas para encontrar lecturas alternativas de pasajes difíciles.

## Antecedentes e historia
Así como el Talmud de Babilonia, el objetivo del Talmud de Jerusalén fue el desarrollo de la tradición oral judía que se habían cristalizado en la Mishná en el siglo II después de Cristo. Después de la redacción de este, muchos estudiosos judíos que vivían en la provincia de Judea bajo control romano, se vieron obligados al exilio en Persia después de los decretos del emperador Adriano a raíz de la Rebelión de Bar Kojba. Los estudiosos que se mantuvieron, sobre todo en Galilea, decidieron continuar enseñando todo y la prohibición que afectaba al estudio y enseñanza de todos los textos judíos, en las academias que existían desde la época de la Mishná. 
El Talmud de Jerusalén se originó probablemente en Tiberíades, en la escuela del amoraim Johanan bar Nappaha, como compilación de las enseñanzas y el análisis de la Mishná que desarrollaron durante casi 200 años las academias talmúdicas de Siria Palestina, principalmente las escuelas de Tiberíades, Cesarea y Séforis.Está escrito en gran parte en arameo judío palestino, una lengua aramea occidental que difiere de su homóloga babilónica.Debido a su ubicación, los amoraim (sabios) de estas Academias (p. ej., los rabinos Hanina y Oshayá) dedicaron considerable atención al análisis de las leyes agrícolas de la Tierra de Israel. Este Talmud se estudiaba y seguía principalmente en círculos grecojudíos, hoy prácticamente desaparecidos. Probablemente se completó hacia finales del siglo IV d. C., pero no se sabe con certeza quiénes fueron los redactores que le dieron su forma actual. 
Para la época, el cristianismo se había convertido en la religión estatal del Imperio romano y Jerusalén en la ciudad santa del cristianismo. En 325, Constantino, el primer emperador cristiano, declaró que no quería «ningún comercio con este odioso pueblo». Por tanto, intensificó sus esfuerzos para condenar a los judíos al ostracismo y empobrecerlos. Se cree que el estado incompleto del Talmud de Jerusalén depende de tales circunstancias históricas, ya que sus artífices carecieron de tiempo para darle coherencia o un sello de calidad. Tradicionalmente, se cree que la redacción de este Talmud finalizó abruptamente en torno al año 425, cuando Teodosio II abolió la institución del Nasí, destituyó al Sanedrín y prohibió la ordenación formal de rabinos (semikhah). No obstante, el judaísmo siguió siendo la única religión autorizada en el Imperio Romano, junto con el cristianismo, ya que los cultos paganos fueron prohibidos a partir del 391. Bajo la influencia de la hermana mayor de Teodosio, Pulqueria, el emperador bizantino favoreció al cristianismo ortodoxo, y el antisemitismo llevó a la destrucción de los lugares de culto judíos, sinagogas y academias. La tradición atribuye la redacción de este Talmud en este tiempo a los rabinos Rav Mouna y Rav Yossi en el año 350 d. C. 
La edición del Talmud de Jerusalén se hizo para codificar las leyes del Sanedrín, como se había hecho con la edición de la Mishná en tiempos de Yehudá ha-Nasí. Se cree que los compiladores del Talmud de Jerusalén trabajaron para recopilar las sentencias del Sanedrín y carecieron de tiempo para producir una obra de la calidad que pretendían y que ésta es la razón por la que las Guemará no comentan toda la Mishná, o por la que se perdieron ciertas secciones.
Perspectivas actuales sobre la datación de la finalización del texto del Talmud de Jerusalén, basadas en una comprensión de la actividad de la erudición y la producción literaria rabínicas, en la identificación de puntos de referencia históricos fechables mencionados por el texto, y en su dependencia y cita de otros textos fechables (o aproximadamente fechables) sugieren que fue terminado en algún momento entre la segunda mitad del siglo IV y la primera mitad del siglo V.La especialista en estudios judáicos Christine Hayes ha argumentado que una falta de evidencia de actividad de los amoraim en Siria Palestina después de la década de 370 implica que el texto se concluyó hacia el año 370. Sin embargo, la existencia de referencias a acontecimientos históricos de alrededor o incluso un poco después de 370 puede sugerir que la fecha más temprana posible fue más bien a finales del siglo IV. Por ejemplo, el general romano Ursicino, que tuvo una carrera pública entre los años 351 y 359, es mencionado varias veces en un contexto legendario, lo que sugiere que estas referencias son algo posteriores a su carrera pública. Además, hay asimismo una referencia a la campaña persa del emperador romano Juliano del año 363. Aunque el caso es menos claro, también se cree que el funcionario romano «Próculo» mencionado por el Talmud de Jerusalén corresponde a un funcionario romano también llamado Próculo, que se convirtió en gobernador de Palestina hacia el año 380 y que en algún punto ascendió al cargo de praefectus urbi Constantinopolis (prefecto de Constantinopla), que ocupó entre los años 388 y 392.
La datación del Talmud de Jerusalén es definitivamente previa a la del Talmud babilónico, que se basa en gran medida en él. El Talmud de Babilonia se compuso en algún momento entre mediados del siglo VI y principios del VII, pero antes del inicio de las conquistas árabes.Esto ofrece un límite superior absoluto sobre cuándo pudo compilarse el Talmud de Jerusalén. Para precisar aún más tal límite superior, algunas líneas (Demai 2:1; Shevi'it 6:1) del Talmud de Jerusalén aparecen también en la inscripción de Tel Rehov, que data del siglo VI o  VII.: 182 
Con el regreso de los judíos (sionismo) a la tierra de Israel en la Edad Moderna, el Talmud de Jerusalén ha adquirido una mayor relevancia y popularidad rabínica y talmúdica entre los estudiosos.

## Contenido y paginación
La publicación del Talmud a gran escala comenzó en las primeras décadas del siglo XVI en la imprenta del hebraísta cristiano Daniel Bomberg en Venecia, quien, tras recibir la aprobación del papa León X, publicó el primer Talmud completo entre 1520 y 1523. Bomberg publicó también una edición del Talmud de Jerusalén en 1523.Está impreso sin comentarios, lo que probablemente refleja el hecho de que no era tan estudiado como el Talmud de Babilonia. En la edición inicial de Venecia, el Talmud de Jerusalén se publicó en cuatro volúmenes, correspondientes a sedarim separados de la Mishná. La numeración de las páginas por séder (órdenes o volúmenes) es la siguiente
1. Zeraim: Berajot (2a–14d); Peah (15a–21b); Demai (21c–26c); Kilayim (26d–32d); Sheviit (33a–39d); Terumot (40a–48b); Ma'aserot (48c–52a); Ma'aser Sheni (52b–58d); Jalá (57a–60b); Orlá (60c–63b); Bikurim (63c–65d).
2. Moed: Shabbat (2a–18a); Eruvin (18a–26d); Pesahim (27a–37d); Yoma (38a–45c); Shekalim (45c–51b); Sucá (51c–55d); Rosh ha-Shanah (56a–59d); Beitẓá (59d–63b), Ta'anit (63c–69c); Meguilá (69d–75d); Jaguigá (75d–79d); Mo'ed Ḳaṭan (80a–83d).
3. Nashim: Yevamot (2a–15a); Sotá (15a–24c); Ketubot (24c–36b); Nedarim (36c–42d); Guitín (43a–50d); Nazir (51a–58a); Kidushín (58a–66d).
4. Nezikín (y Tohorot): Baba Kama (2a–7c); Baba Metziá (7c–12c); Baba Batra (12d–17d); Sanedrín (17d–30c); Makot (30d–32b); Shevuot (32c–38d); Avodah Zarah (39a–45b); Horayot (45c–48c); Nidá (48d–51b).

Cada página se imprimió como un folio, por lo que contiene cuatro subpáginas (es decir, 7a, 7b, 7c, 7d), a diferencia del Talmud de Babilonia, que sólo tiene dos subpáginas (7a, 7b).
Además, cada capítulo del Talmud de Jerusalén (paralelo a un capítulo de la Mishná) está dividido en «halajot»; cada «halajá» es el comentario a un único pasaje breve de la Mishná. Los pasajes del Talmud de Jerusalén suelen estar referenciados por una combinación de capítulo y halajá (p. ej., Yerushalmi Sotá 1:1), por una página de la edición de Venecia (p. ej., Yerushalmi Sotá 15a), o por ambas (Yerushalmi Sotá 1:1 15a).

### Secciones faltantes
Además de los sedarim del Tohorot (excepto parte del Nidá) y el Kodashim, faltan varios tratados y partes de tratados del Talmud de Jerusalén. Faltan los cuatro últimos capítulos de Shabbat y el último capítulo del Makot. El Nidá termina abruptamente después de las primeras líneas del capítulo 4. Los tratados Avot y Eduyot faltan tanto en el Talmud de Jerusalén como en el de Babilonia. El tratado Shekalim del Talmud de Jerusalén está impreso tanto en el Talmud de Jerusalén como en el de Babilonia.

Según la Enciclopedia Judía,
Yerushalmi no se ha conservado en su totalidad; grandes partes de él se perdieron por completo en una fecha temprana, mientras que otras partes sólo existen en fragmentos. La edición príncipe (ed. Bomberg, Venecia, 1523 y ss.), basada en el manuscrito de Leiden y en la que se basan todas las ediciones posteriores, termina con la siguiente observación: «Hasta aquí hemos encontrado lo que contiene este Talmud; y nos hemos esforzado en vano por obtener las porciones que faltan». De los cuatro manuscritos utilizados para esta primera edición (comp. la nota al final de Shabbat. xx. 17d y el pasaje que acabamos de citar), sólo uno existe en la actualidad; se conserva en la biblioteca de la Universidad de Leiden. De los seis órdenes de la Mishná, el quinto, Ḳodashim, falta por completo en el Talmud palestino, mientras que el sexto, Ṭohorot, sólo contiene los tres primeros capítulos del tratado Nidá (iv. 48d-51b).

## Comparación con el Talmud de Babilonia
Existen diferencias significativas entre las dos compilaciones del Talmud. La lengua del Talmud de Jerusalén es el arameo judío, un dialecto arameo occidental que difiere del arameo babilónico. El Talmud de Jerusalén es a menudo fragmentario y difícil de leer, incluso para talmudistas experimentados. La redacción del Talmud de Babilonia, en cambio, es más cuidadosa y precisa. La explicación tradicional de esta diferencia era la idea de que los redactores del Talmud de Jerusalén tuvieron que terminar su trabajo abruptamente (c. 425 d. C., cuando Teodosio II suprimió el Nasí del Sanedrín y puso fin a la práctica de la semijá u ordenación académica formal). Una explicación más probable es el hecho de que el Talmud de Babilonia no se redactó hasta al menos otros 200 años, en los que se creó un amplio marco discursivo. La ley tal como se establece en las dos compilaciones es básicamente similar, excepto en el énfasis y en detalles menores. En una perspectiva novedosa, David Weiss Halivni describe los pasajes discursivos más largos del Talmud de Babilonia como la capa «estamaítica» de redacción, y cree que se añadió más tarde que el resto, y que si se eliminaran los pasajes «estamaíticos», el texto restante tendría un carácter bastante similar al del Talmud de Jerusalén. (El término «estamaítico» o stammaim se refiere a los rabinos que compusieron las afirmaciones y argumentos anónimos [stam] que aparecen en el Talmud, algunos de los cuales posiblemente trabajaron durante el periodo de los amoraim, pero la mayoría de los cuales hizo sus contribuciones después de este periodo.)

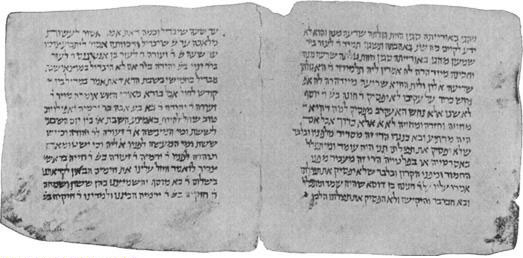
Página de un manuscrito medieval del Talmud de Jerusalén, procedente de la Geniza de El Cairo.

Ni el Talmud de Jerusalén ni el de Babilonia cubren toda la Mishná: por ejemplo, sólo existe una Guemará babilónica para 37 de los 63 tratados de la Mishná. En concreto:
- El Talmud de Jerusalén cubre todos los tratados del Zeraim, mientras que el Talmud de Babilonia sólo cubre el tratado Berajot. La razón podría ser que la mayoría de las leyes de las Órdenes Zeraim (leyes agrícolas limitadas a la tierra de Israel) tenían poca relevancia práctica en Babilonia y, por lo tanto, no se incluyeron. El Talmud de Jerusalén se centra más en la Tierra de Israel y en las leyes agrícolas de la Torá relativas a la tierra porque fue escrito en la Tierra de Israel, donde se aplicaban las leyes.
- El Talmud de Jerusalén no incluye el orden mishnáico del Kodashim, que trata de los ritos de sacrificio y las leyes relativas al Templo, mientras que el Talmud de Babilonia sí lo incluye. No está claro a qué se debe esto, ya que las leyes no eran directamente aplicables en ninguno de los dos países tras la destrucción del Templo en el año 70 d. C.
- En ambos Talmud sólo se examina un tratado del Tohorot (leyes de pureza ritual relacionadas con el Templo y el sistema de sacrificios), ya que los demás tratados tratan exclusivamente de leyes de pureza ritual relacionadas con el Templo.

El Talmud de Babilonia recoge las opiniones de los rabinos de Israel y de los de Babilonia, mientras que el Talmud de Jerusalén rara vez cita a los rabinos babilonios. La versión babilónica contiene las opiniones de más generaciones debido a su fecha de finalización más tardía. Por ambas razones, se considera una recopilación más completa de las opiniones disponibles. Por otra parte, debido a los siglos de redacción entre la composición del Talmud de Jerusalén y el de Babilonia, las opiniones de amoraim tempranos podrían estar más cerca de su forma original en el Talmud de Jerusalén.